# Charles Joret
Charles Joret (* 14. Oktober 1839 in Formigny; † 27. Dezember 1914 in Paris) war ein Philologe und Literaturhistoriker.
Charles Joret, späterer Professor der ausländischen Literaturen an der Faculté des Lettres in Aix-en-Provence, begann seine Studien an der Sorbonne und setzte sie in Heidelberg und Bonn fort, indem er sich besonders mit deutscher Literatur und Sprachkunde beschäftigte.
Joret war Mitglied der Sociéte linguistique von Paris, in deren Memoires er eine Abhandlung über den normannischen Dialekt der Landschaft Bessin und ein etymologisches Wörterbuch desselben herausgab (1877–1879). 1901 wurde er Mitglied der Académie des Inscriptions et Belles-Lettres.
Nach ihm ist die Joret-Linie benannt, die in Nordfrankreich so wichtig ist wie die Benrather Linie in Deutschland.

## Veröffentlichungen
- Herder et la renaissance littéraire en Allemagne au XVIIIe siècle. Hachette, Paris 1875, (Digitalisat).
- La littérature allemande au XVIIIme siècle dans ses rapports avec la littérature française et avec la littérature anglaise. Makaire u. a., Aix u. a. 1876, (Digitalisat).
- La rose dans l’antiquité et au moyen âge. Histoire, légendes et symbolisme. Bouillon, Paris 1892, (Digitalisat).